# Dave Langan
David Francis "Dave" Langan (født 15. februar 1957 i Dublin, Irland) er en irsk tidligere fodboldspiller (højre back).
Langan tilbragte hele sin karriere i engelsk fodbold, hvor han blandt andet spillede fire år hos Birmingham City og tre år hos Oxford United. Hos Oxford var han med til at vinde Liga Cuppen i 1986, og spillede hele kampen i finalesejren på 3-0 over Queens Park Rangers.
For det irske landshold spillede Langan 26 kampe i perioden 1978-1987.

## Titler
Football League Cup
- 1986 med Oxford United